# Mosnac, Charente-Maritime
Mosnac là một xã trong tỉnh Charente-Maritime trong vùng Nouvelle-Aquitaine tây nam nước Pháp. Xã này nằm ở khu vực có độ cao từ 17-39 mét trên mực nước biển.

## Geography
The village lies on the left bank of the Seugne, which forms all of the commune's northeastern border.